# Just One Night
Just One Night (en español: Sólo una noche) es el tercer álbum en directo del músico británico Eric Clapton, publicado por la compañía discográfica RSO Records en abril de 1980. Fue grabado en directo en el Budokan Theatre de Tokio, Japón en diciembre de 1979 durante la gira de promoción del álbum Backless, su último trabajo de estudio hasta el momento. La portada contiene una pintura del artista Ken Konno. Just One Night alcanzó el puesto dos en la lista estadounidense Billboard 200, país donde fue certificado disco de oro por la Recording Industry Association of America (RIAA), y llegó al puesto tres en la británica UK Albums Chart.

## Lista de canciones
Disco 1
1. "Tulsa Time" (Danny Flowers) – 4:00
2. "Early in the Morning" (Traditional) – 7:11
3. "Lay Down Sally" (Clapton, Marcy Levy, George Terry) – 5:35
4. "Wonderful Tonight" (Clapton) – 4:42
5. "If I Don't Be There by Morning" (Bob Dylan, Helena Springs) – 4:26
6. "Worried Life Blues" (Big Maceo Merriweather) – 8:28
7. "All Our Past Times" (Clapton, Rick Danko) – 5:00
8. "After Midnight" (J.J. Cale) – 5:38

Disco 2
1. "Double Trouble" (Otis Rush) – 8:17
2. "Setting Me Up" (Mark Knopfler) – 4:35
3. "Blues Power" (Clapton, Leon Russell) – 7:23
4. "Rambling On My Mind" (Robert Johnson/Traditional) – 8:48
5. "Cocaine" (J.J. Cale) – 7:39
6. "Further on Up the Road" (Joe Veasey, Don Robey) – 7:17

## Personnel
- Eric Clapton: voz y guitarra.
- Henry Spinetti: batería.
- Chris Stainton: teclados.
- Albert Lee: guitarra y coros; órgano en "Worried Life Blues", voz en "Setting Me Up" y "All Our Past Times".
- Dave Markee: bajo.

## Posición en listas
| Lista (1980)                      | Posición |
| --------------------------------- | -------- |
| Alemania (Media Control Charts)   | 16       |
| Australia (ARIA)                  | 22       |
| Estados Unidos Billboard 200      | 2        |
| Países Bajos (Album Top 100)      | 36       |
| Francia (SNEP)                    | 21       |
| Nueva Zelanda (Recorded Music NZ) | 3        |
| Noruega (VG-lista)                | 13       |
| Suecia (Sverigetopplistan)        | 44       |
| Reino Unido (OCC)                 | 18       |